# 錢寶廉
钱宝廉（1820年—1878年），原名宝衡，更名鋑，字平甫，号湘吟，浙江嘉善县人。清朝政治人物。

## 生平
道光三十年（1850年）庚戌科进士。选翰林院庶吉士，散馆授编修。历官内阁学士、顺天学政等职，官至吏部右侍郎。

## 家族
曾祖父钱樾，父钱埙。有兄钱宝青。子钱能训。